# Kearns Automóveis
A Kearns Automóveis (Kearns Motor Buggy Co.) foi uma fabricante de veículos automotores fundada por Charles Maxwell Kearns I em 1903 na cidade de Beavertown (Pensilvânia).
Entre 1910 e 1914 essa empresa produziu modelos equipados com diferentes tipos motores que forneciam entre 14 e 32 hp de potência e com transmissão por disco de atrito (um tipo de transmissão continuamente variável - Câmbio CVT)  .